# Solomon Mogilewski
Solomon Grigoriewicz Mogilewski, ros. Соломон Григорьевич Могилевский (ur. 1885 w Pawłogradzie, zm. 22 marca 1925 w pobliżu Tbilisi) – funkcjonariusz radzieckich organów bezpieczeństwa i wywiadu. 
Urodził się w Pawłogradzie w guberni jekatierinosławskiej w rodzinie żydowskiego kupca. Brał udział w radzieckim ruchu rewolucyjnym, od 1903 był członkiem partii RSDPR. W 1904 był aresztowany przez carską ochranę. Po wyjściu z więzienia, wyemigrował do Szwajcarii, gdzie m.in. spotkał się z Leninem, po czym wstąpił do partii bolszewików i w 1906 powrócił do Rosji. Ukończył prawo na Uniwersytecie Petersburskim. 
Podczas I wojny światowej w 1916 był zmobilizowany do armii rosyjskiej. Po rewolucji lutowej wszedł w skład rady mińskiej. Uczestniczył w rewolucji październikowej 1917. Następnie brał udział w pracach organów sądowych bolszewików, m.in. w trybunale rewolucyjnym 12 Armii. W 1918 skierowano go do Moskwy, do pracy w Ludowym Komisariacie Sprawiedliwości.
W 1919 został skierowany przez Komitet Centralny partii do pracy w Komisji Nadzwyczajnej do Walki z Kontrrewolucją i Sabotażem – WCzK. Działał w moskiewskiej organizacji Czeki, jako zastępca szefa oddziału moskiewskiego, biorąc aktywny udział w zwalczaniu członków organizacji kontrrewolucyjnych, m.in. "Nacjonalnyj centr". Od 1921 do wiosny 1922 był szefem Wydziału Zagranicznego Wszechrosyjskiej Komisji Nadzwyczajnej przy Ludowym Komisariacie Spraw Wewnętrznych RFSRR, następnie Wydziału Zagranicznego Zjednoczonego Państwowego Zarządu Politycznego, rozwijając działalność zagraniczną wywiadu. W 1922 został skierowany na Zakaukazie, będąc jednocześnie dowódcą wewnętrznych i pogranicznych wojsk Federacji Zakaukaskiej. Jego zastępcą był Ławrientij Beria. Mogilewski kierował pracą wywiadowczą m.in. wobec Turcji i Iranu.
Za zlikwidowanie powstania mienszewików w Gruzji odznaczony Orderem Czerwonego Sztandaru (1924).
Zginął 22 marca 1925 w wypadku lotniczym z Aleksandrem Miasnikowem i Gieorgijem Atarbekowem na skutek pożaru samolotu Junkers F 13, lecącego na konferencję do Suchumi (istnieją przypuszczenia, że mógł zostać zlikwidowany przez Berię; według innej wersji katastrofę spowodowali gruzińscy piloci, chcąc zemścić się za brutalne stłumienie powstania sierpniowego w Gruzji w 1924).